# Arupajhana
Arupajhana (IAST : arūpajjhāna) signifie en pāli : jhāna sans forme (a-rūpa), par opposition aux quatre jhāna purs, mais avec forme. C'est la pratique de samatha bhavana qui mène à l'atteinte de jhāna. Ce concept bouddhique est celui d'un état de concentration extrême — c'est déjà la remarque qui est généralement faite à propos de jhāna (sanskrit : dhyāna).

## Quatre arupajhanas

### Espace infini
Le méditant n'a plus en lui que deux choses : upekkha ou équanimité, et ekaggata ou concentration - et ces deux facteurs resteront identiques pour les quatre arupajhanas, tandis qu'ils variaient dans les quatre premiers dhyanas. Ayant surmonté la notion d'objet, le méditant visualise un espace vide, infini.

### Conscience infinie
L'espace lui-même n'a plus de sens, puisqu'il n'existe que dans la conscience. Le méditant ne considère plus que la conscience : une conscience infinie, sans bornes.

### Néant
La conscience elle-même n'est plus perçue. Il n'est pas rare de lire les affirmations d'un méditant quant à l'atteinte d'états inconscients.

### Ni perception ni non perception
Ceci est le dhyana le plus profond et le plus subtil. Après la perception du néant vient donc un état dans la lisière entre la perception et son absence.
Certains textes du Tipitaka incluent les arūpajhāna dans le quatrième dhyāna, du fait qu'ils conservent les deux éléments présents dans tous les dhyānas : upekkha (équanimité) et ekaggata (concentration en un point).